# سامخرت-چیپرانی
سامخرت-چیپرانی (به لاتین: Samkhret-Chiprani) یک منطقهٔ مسکونی در گرجستان است که در ناحیه دزاو واقع شده‌است.